# Carlos Bermúdez
Carlos Bermúdez (* 7. Juni 1918 in Caseros; † 23. Juli 1993) war ein argentinischer Tangosänger.

## Leben
Bermúdez begann seine musikalische Laufbahn mit dem Orchester von Alberto Nery. Er wurde dann Nachfolger von Alberto Podestá im Orchester von Pedro Laurenz. Mit diesem nahm er mehrere Titel auf, darunter Llueve otra vez, Más solo que nunca von Enrique Dizeo, Temblando von Alberto Acuña und im Duo mit Jorge Linares Mendocina. Darauf wurde er Duopartner von Edmundo Rivero im Orchester von Horacio Salgán. Mit Rivero nahm er beim Label Odeon Stücke kolumbianischer Komponisten auf. Ende der 1940er Jahre trat er u. a. mit den Orchestern von Ciriaco Ortiz, Pedro Maffia und Juan Bava und Mitglied des Sextetts von Juan Carlos Howard auf.
Bermúdez' erste Auslandstournee führte ihn nach Chile und von dort nach Peru. In Peru nahm 1969 mit dem Bandoneonisten Domingo Rullo und dem Jazzpianisten Enrique Linch die Titel Frente al mar und El último café beim Label Sonoradio auf. 1970 nahm er in Ekuador beim Label Fadisal eine LP mit der Gruppe Los Reales auf.